# Shawn Pyfrom
Shawn Caminiti Pyfrom (16. kolovoza 1986.) je američki glumac. Najpoznatiji je po ulozi Andrewa Van de Kampa u TV seriji "Kućanice".